# Dominic Behan
Pour les articles homonymes, voir Behan.
Dominic Behan (22 octobre 1928 - 3 août 1989) est un parolier, écrivain de nouvelles et de romans, et dramaturge irlandais. Il a aussi bien écrit en irlandais qu'en anglais. C'était un socialiste engagé et un républicain irlandais convaincu. Né dans une famille de littéraires, Dominic Behan a été un des paroliers irlandais les plus influents du XXe siècle.

## Biographie

### Sa jeunesse
Behan est né à Dublin même dans une famille ouvrière et instruite. La maison dans laquelle vivaient les Behan appartenait à Christine English, la grand-mère de Dominic, qui avait plusieurs propriétés foncières dans le quartier. Son père, Stephen Behan, était membre de l'IRA et a fait partie des "Douze apôtres" de Michael Collins, responsables de l'assassinat d'officiers de l'Armée Britannique durant la guerre anglo-irlandaise. Il a été exclu du corps professoral pour avoir refusé de jurer fidélité à l'Irish Free State après la guerre civile irlandaise, ce qui a rendu sa vie plus difficile que prévu.
Pour vivre, Stephen Behan est devenu peintre en bâtiment et décorateur. Au début des années 1920, il a épousé Kathleen Kearney. Il lisait les classiques de la littérature anglaise à ses enfants pour les faire dormir, et sa femme emmenait les enfants faire des tournées littéraires dans la ville. L'oncle de Dominic, Peadar Kearney, le frère de sa mère, a écrit "The Soldier's Song", chanson sur laquelle est basé l'hymne national irlandais. À l'âge de treize ans, Dominic a quitté l'école et a suivi les pas de son père dans la peinture en bâtiment.

### Ses activités politiques, en particulier au sein du milieu Républicain
En 1937, la famille de Behan a déménagé à Crumlin, une banlieue de Dublin, dans un ensemble de logements nouvellement créés par les autorités locales. Là, Dominic a intégré l'organisation de jeunesse de l'IRA, Fianna Éireann. Il a publié ses premiers poèmes et divers écrits dans le magazine de l'organisation, Fianna: the Voice of Young Ireland. En 1952, Behan a été arrêté à Dublin pour avoir organisé une campagne de désobéissance civile, menée pour protester contre l'incapacité du gouvernement, selon lui, à résoudre les graves problèmes économiques, notamment le chômage. Behan a, par la suite, été emprisonné pour avoir pris part à d'autres campagnes de protestation contre la façon dont le gouvernement traitait la classe ouvrière en Irlande.

### L'écrivain
À sa sortie de prison, Dominic Behan s'est marié avec Josephine Quinn, la fille de John Quinn, ébéniste de Glasgow, issue d'une famille active au sein du Parti Communiste et d'autres organisations de gauche à Glasgow. Dominic Behan et sa femme ont immigré en Angleterre où Dominic a écrit pour la BBC, principalement des scripts pour la radio pour le Third Programme. Sa pièce Posterity Be Damned, qui traite de l'activisme républicain après la guerre civile de 1922-1923, est présentée au Gaiety Theatre à Dublin en 1959. En 1961, il publie un roman autobiographique Teems of Times salué par la critique, en particulier par Kenneth Tynan. En 1965, Dominic écrit une biographie de son frère, Brendan Behan, My Brother Brendan.
Pendant les années 1960 et 1970, Behan a écrit de nombreuses pièces pour la télévision britannique pour des émissions telles que Play for today ou Armchair Theatre. Une de ces pièces, The Folk Singer (1972), a été adaptée pour le théâtre et présentée au paroxysme des Troubles au Lyric Theatre à Belfast. Selon certains, c'est en tant que créateur de chansons que Dominic excelle. Ses chansons sont devenues populaires parmi les Irlandais vivant en Angleterre. Les plus connues sont The Patriot Game, McAlpine's Fusilers, Avondale, The Merry Ploughboy, Famine Song et Liverpool Lou. Teems of Times  a été adapté à la télévision au début des années 1980 par RTÉ, la télévision nationale irlandaise.

### Sa mort
Dominic Behan est mort chez lui d'un cancer du pancréas à Glasgow, à l'âge de 60 ans, le 3 août 1989, peu après la publication de son roman acclamé par la critique, The Public World of Parable Jones. Il a laissé derrière lui une veuve et deux fils, Fintan et Stephen. Il a été incinéré et ses cendres ont été répandues sur le Royal Canal, à Dublin non loin de son lieu de naissance, par Sean Garland, Secrétaire Général du Parti des Travailleurs (Worker's Party) dont Behan a été toute sa vie un fidèle soutien.
Plus de 450 chansons de Behan ont été publiées pendant sa vie, ce qui est loin de représenter l'intégralité de sa production.

## Son œuvre

### Pièces de théâtre
- Posterity Be Damned (1959)
- The Folk Singer (1969)
- Tell Dublin I Miss Her
- Ireland Mother Ireland (1969)

### Livres
- Teems of Times (1961)
- My Brother Brendan (1965)
- The Life and Times of Spike Milligan (1987)
- The Public World of Parable Jones (1988)
- The Catacombs (1989)
- Ireland Sings! (1966)
- The Singing Irish (1969)

### Chansons
- The Patriot Game
- The Merry Ploughboy
- Come Out, Ye Black and Tans
- Avondale
- McAlpine's fusiliers
- Liverpool Lou
- Connolly Will Be There